# Grand Archives
Grand Archives ist eine amerikanische Indie-Rock-Band aus Seattle. Sie wurde 2006 auf Initiative des ehemaligen Band-of-Horses-Mitglieds Mat Brooke unter ihrem ursprünglichen Namen Archives gegründet.

## Geschichte
Nach seinem Abschied von Band of Horses im Jahr 2006 gründete Mat Brooke zusammen mit Jeff Montano und Curtis Hall die Band Archives. Ron Lewis schloss sich im Laufe des Jahres ebenso der Gruppe an wie Thomas Wright, der seit Anfang 2007 zur Band gehört. Im März 2007 veröffentlichten sie erstmals zwei Lieder auf ihrer Myspace-Seite. Darauf folgte ein Auftritt mit Sera Cahoone von Carissa's Wierd und die Aufnahme des Stückes „Sleepdriving“ in die Forkcast-Wiedergabeliste von Pitchfork Media, wodurch die Band einer breiteren Öffentlichkeit bekannt wurde.

### The Grand Archives
Das Debütalbum erschien 2008 unter dem Titel The Grand Archives. Im Anschluss an die Veröffentlichung folgte eine Tournee durch die Vereinigten Staaten und Europa.

### Keep in Mind Frankenstein
Dem Erscheinen ihres zweiten Albums Keep in Mind Frankenstein 2009 folgte erneut eine ausgedehnte Tournee durch die USA, Europa und Kanada. Am 5. Februar spielten die Grand Archives ihr erstes Konzert in Großbritannien. Bei diesem Auftritt wurde die vierköpfige Gruppe durch Robin Peringer (Gitarre, Keyboard) und Jason Kardong (Gitarre) unterstützt, nachdem Ron Lewis seinen Abschied genommen hatte.

### Villains
Während ihrer Tournee 2010 wurden mehrere neue Stücke vorgestellt, die auf dem noch nicht fertiggestellten dritten Album Villains (voraussichtlicher Titel) zu finden sein werden.
Seit dem 7. Oktober 2010 wurden insgesamt sieben Demoaufnahmen als Demo-EP zum kostenlosen Herunterladen auf der offiziellen Webseite angeboten.

## Diskografie
Alben
- 2008: The Grand Archives
- 2009: Keep in Mind Frankenstein

## Sonstiges
- „Torn Blue Foam Couch“ wird in Folge Nr. 160 der TV-Serie Scrubs gespielt
- „Sleepdriving“ wird in Folge Nr. 18 der Fernsehserie Chuck gespielt